# En rikedom bortom allt förstånd
En rikedom bortom allt förstånd är en svensk kortfilm från 2000, baserad på Peter Nilsons novell med samma namn.
Filmen hade festivalpremiär i Göteborg den 30 januari 2000 och har även visats på SVT1. Den är barntillåten.

## Handling
Det gamla hemmansägarparet Ellika och Kristian bestämmer sig efter ett kärleksfullt liv för att de vill begravas tillsammans. När prästen i byn vägrar att gräva ner dem så tar de saken i egna händer. En mörk natt gräver de ner sig på kyrkogården. När de sedan får reda på att de vunnit en stor summa pengar får det oanade konsekvenser i den lilla byn; Invånarna i byn gräver ner sig vid kyrkan.

## Rollista
- Torkel Petersson - kyrkoherden
- Dan Sjögren - Kristian Karlberg
- Kerstin Tidelius - Ellika Karlberg
- Eivin Dahlgren - kyrkvaktmästaren
- Åsa Persson - Johanna